# デンマークの植民地

デンマークの植民地
Danske kolonier (デンマーク語)

国の標語: Ske Herrens vilje（デンマーク語）
"The Lord's will be done"国歌: Der er et yndigt land（デンマーク語）
麗しき国（1835年-1953年）

Kong Christian stod ved højen mast（デンマーク語）
クリスチャン王は高き帆柱の傍に立ちて
18世紀半ばにおけるデンマーク＝ノルウェーの植民地

デンマークの植民地（デンマーク語: Danske kolonier）では、デンマーク（1814年以降はデンマーク＝ノルウェー)が1593年から1953年までの間に保有していた海外植民地について述べる。最盛期には、デンマークはヨーロッパ、北アメリカ、アフリカ、アジアという四大陸に領土を有していた。

## 概要
カルマル同盟以降同君連合体制をとってきたデンマーク人とノルウェー人は、オルデンブルク朝の元で「父なる国」 (Statsfædrelandet)から海外へと進出した。
17世紀、スカンディナヴィア半島内での領土縮小を余儀なくされたデンマーク＝ノルウェーは、西アフリカやカリブ地域、インド亜大陸での要塞、港、貿易拠点の建設に力を入れるようになった。重商主義がヨーロッパを席巻する中、クリスチャン4世は海外貿易を重視する政策の先鞭をつけた。1620年、Ove Gjedde提督率いる遠征隊が、デンマーク＝ノルウェー初の植民地を、インドの南海岸のトランケバルに建設した。
ナポレオン戦争後の1814年にノルウェーがスウェーデンに割譲されたものの、ノルウェーが中世以来保有していた植民地はデンマーク領に留め置かれた。
今日では、デンマークの海外植民地はわずかに2つ、いずれもノルウェーから受け継がれた植民地であるフェロー諸島とグリーンランドがデンマーク領内にとどまっている。地方行政上、フェロー諸島は1948年まで県、グリーンランドは1953年まで植民地であったが、いずれも今では自治領に昇格し、デンマーク本土と共に「デンマーク王国共同体」を形成している。

## アフリカ大陸

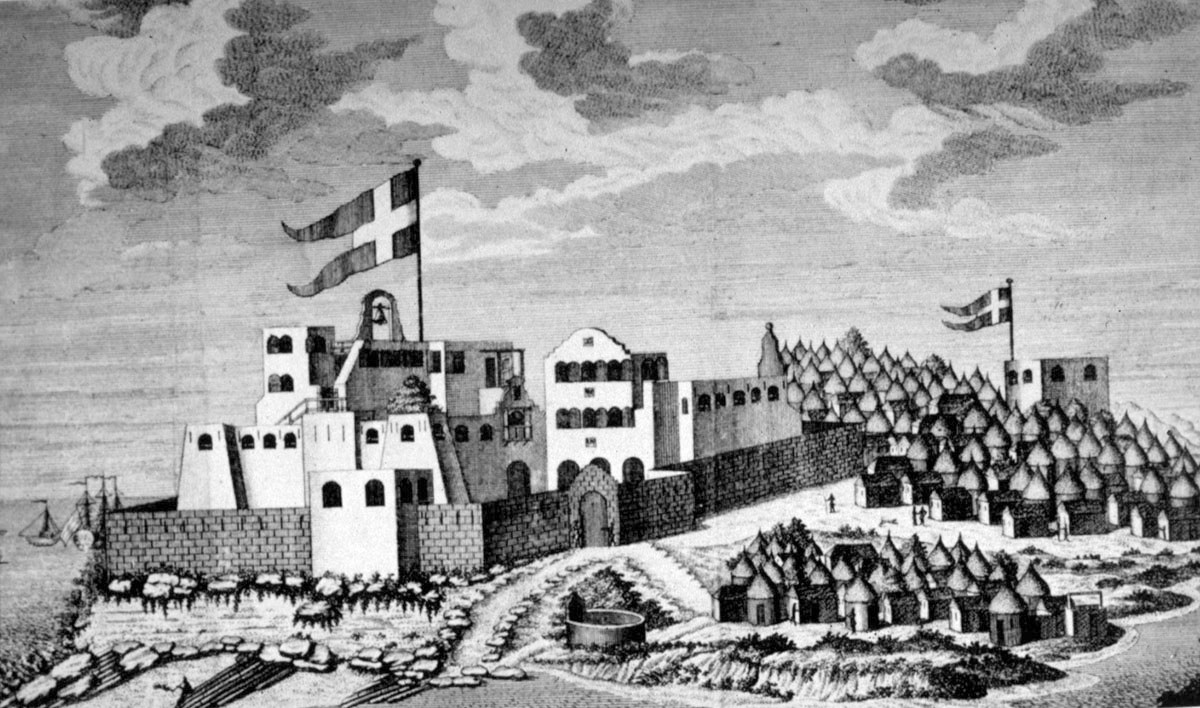
クリスチャンスボー城

デンマークはアフリカの黄金海岸沿い、特に現在のガーナにいくつかの貿易拠点や砦を所有していた。貿易拠点のうち3つ、フレデリクスボー砦、クロムポ、オス城はアクラに位置し、いずれも1661年にスウェーデンから購入したものだった。また軍事拠点としては1784年に建設されたプリンセンシュタイン砦、1787年に建設されたアウグスタボー砦、それにフレデンスボー砦とコンゲンシュタイン砦があるが、それらのうちいくつかは今では廃墟となっている。現在でも残っているのはオス城とクリスチャンスボー城で、後者はガーナ大統領官邸としても用いられた。
フレデリクスボーではプランテーション開発が試みられたが、失敗した。クリスチャンスボー城は西アフリカにおけるデンマークの拠点となり、西インド諸島に向かう奴隷貿易の中心ともなった。1807年、デンマークが交易をしていた勢力がアシャンティ人に属するアカン人に滅ぼされた。そのためデンマークは1850年にすべての貿易拠点を放棄し、砦をイギリスに売却した。

### 一覧
- フレデンスボー砦 (ニンゴ: 1734年 – 1850年3月)
- クリスチャンスボー砦 (アクラ/オス: 1658年 – 1659年4月、1661年 – 1680年12月、1683年2月 – 1693年、1694年–1850年)
- アウグスタボー砦 (テシ: 1787年 – 1850年3月)
- プリンセンシュタイン砦 (ケタ: 1780年 – 1850年3月12日)
- コンゲンシュタイン砦 (アダ・フォア: 1784年 – 1850年3月)
- カールスボー砦 (ケープ・コースト: 1658年2月 – 1659年4月16日、1663年4月22日 – 1664年3月3日)
- ケープ・コースト城 (コング) (ケープ・コースト: 1659年 – 1661年4月24日)[4]
- フレデリクスボー砦 (アマンフルもしくはアマンフロ： 1659年 – 1685年4月16日)
- ウィリアム砦 (アノマブ： 1657年–1659年)
- ニンゴ付近の小拠点 (1784年-1850年)

## アメリカ大陸

### グリーンランド（1814年-現在）

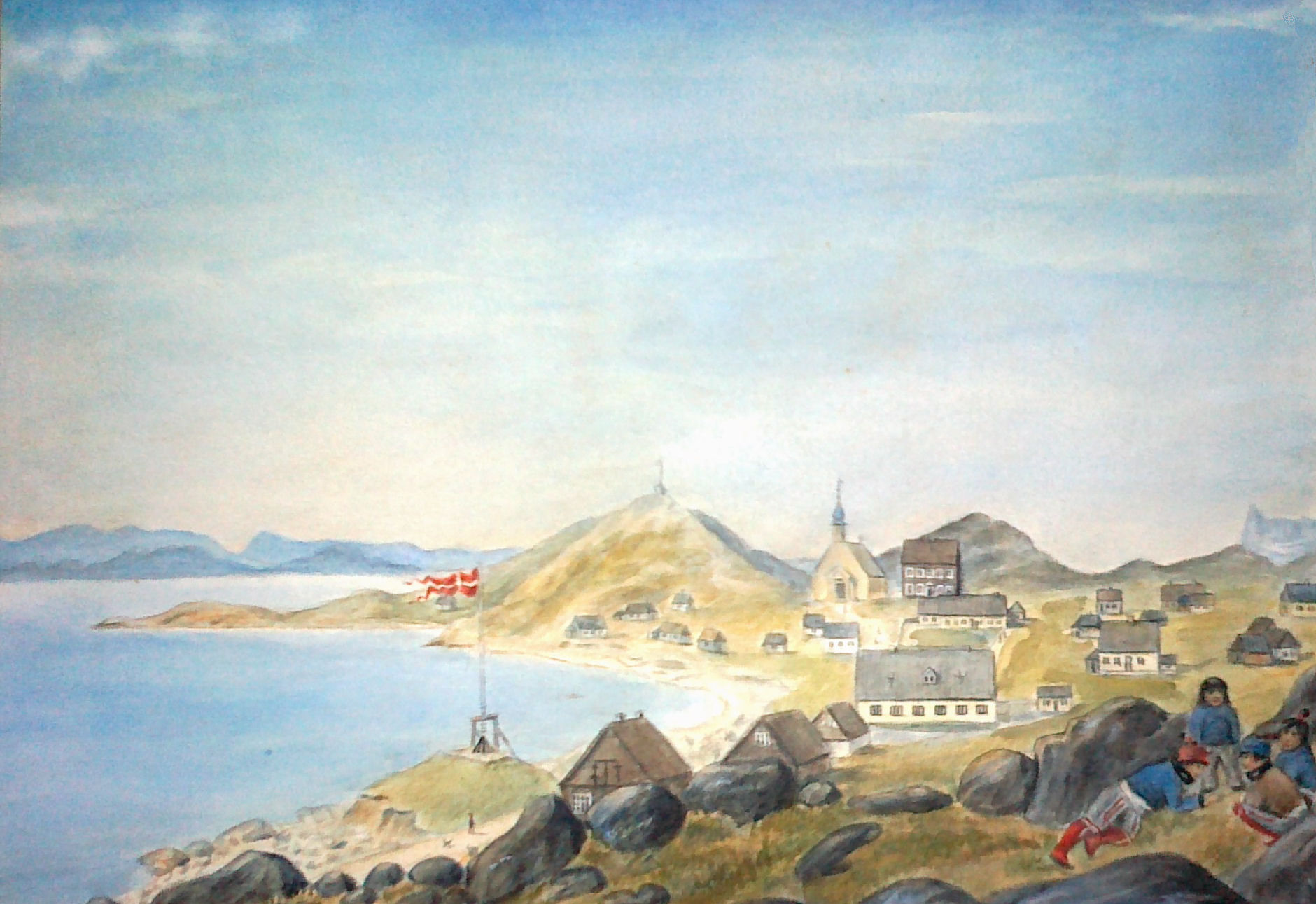
1878年ごろのゴットホープ（現ヌーク）

グリーンランドはヴァイキング時代、995/6年の赤毛のエイリークによる発見以降、アイスランド人やノルウェー人が入植した。中世には司教区が置かれ（ニーダロス大司教区に従属）、22堂の教会や2つの女子修道院が存在した。1261年、グリーンランドはノルウェー王国領となった。1397年にカルマル同盟が成立すると、グリーンランドはデンマーク＝ノルウェーに継承された。15世紀にノース人のグリーンランド植民地が消滅した後、ヨーロッパ人は長らくグリーンランドを訪れ入植することがなかった。1721年、ルター派の牧師ハンス・エゲデがグリーンランドに上陸し、現在のヌークにあたる街を建設した。1814年にキール条約が結ばれノルウェーがスウェーデン王国に割譲された際、グリーンランドはデンマーク領のまま残った。
第二次世界大戦中の1943年、アメリカ合衆国がチューレ空軍基地を建設した。これによりグリーンランドの戦略的な重要性が確認され、1945年以降はグリーンランドの開発が進み、冷戦においても戦略的に重要な位置を占めた。この発展の背景には、航空機や砕氷船の技術が発達し、補給が容易になったことも関係していた。行政上も、格下の植民地だったグリーンランドは19世紀以降発展していき、1953年にデンマーク憲法が適用される正式なデンマーク領となった。

### デンマーク領西インド諸島（1666年-1917年）

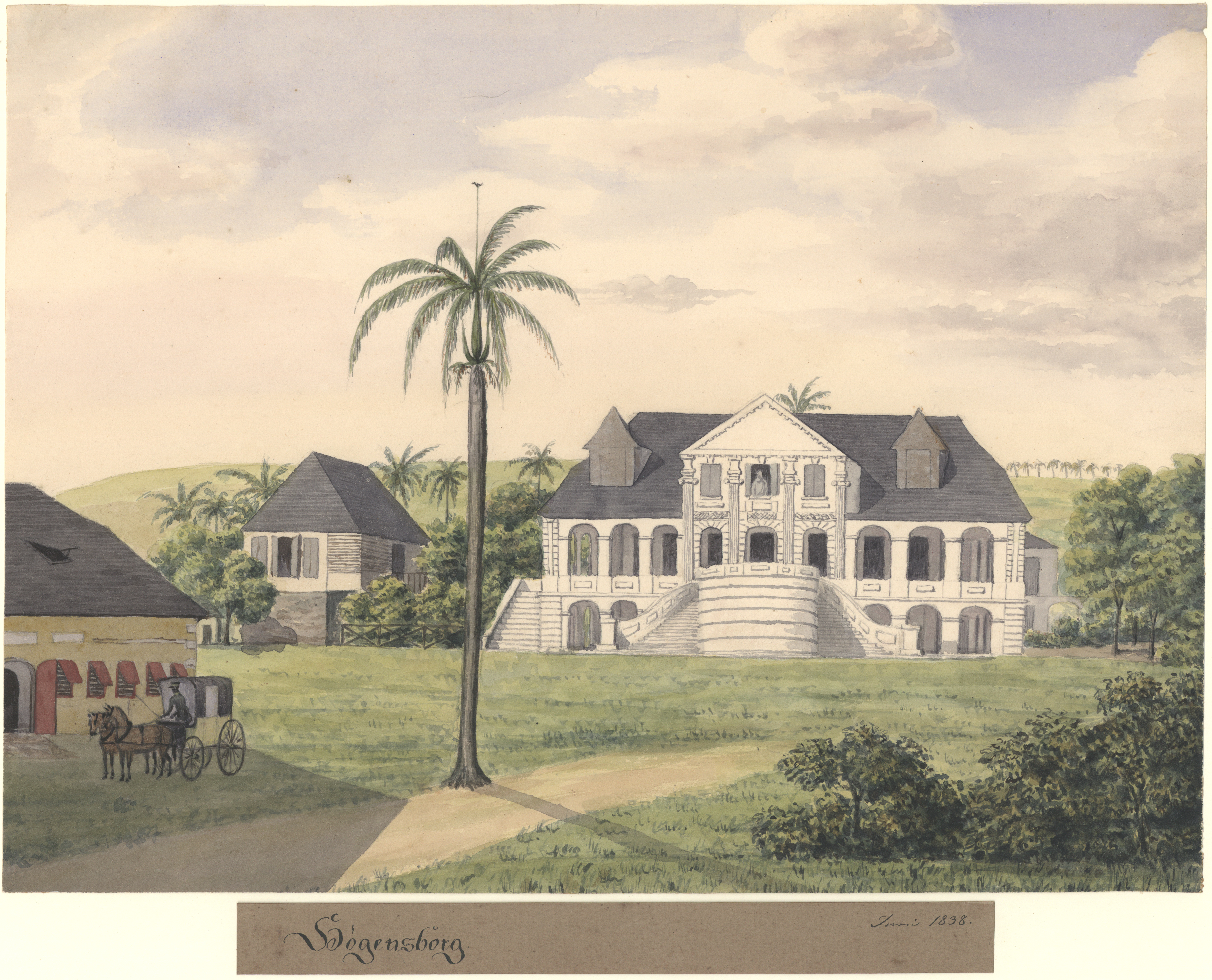
デンマーク領西インド諸島の一部だったセント・クロイ島（現アメリカ領ヴァージン諸島）のホーゲンスボー。1833年の絵画

デンマーク=ノルウェーは、1671年にセント・トーマス島、1718年にセント・ジョン島を獲得し、1733年にフランスからセント・クロイ島を購入した。これらの島はすべて砂糖を経済基盤としていた。デンマーク領西インド諸島と総称されるカリブ海の島々は、1917年にアメリカに2500万ドルで売却された。もとよりこの島々では貧しい英語話者の暴動が絶えず、1870年代から何度か売却計画が持ち上がっていた。デンマークのカール・サーレ政権（1914年-1920年）は本国で選挙の実施に抵抗しており、西インド諸島植民地の売却によって事態を打開しようとしていた。アメリカは諸島を海軍基地として使いたいという希望があり、両者の利害が一致して、1917年に売却が成立した。1917年以降、この島々はアメリカ領ヴァージン諸島と呼ばれている。

## アジア

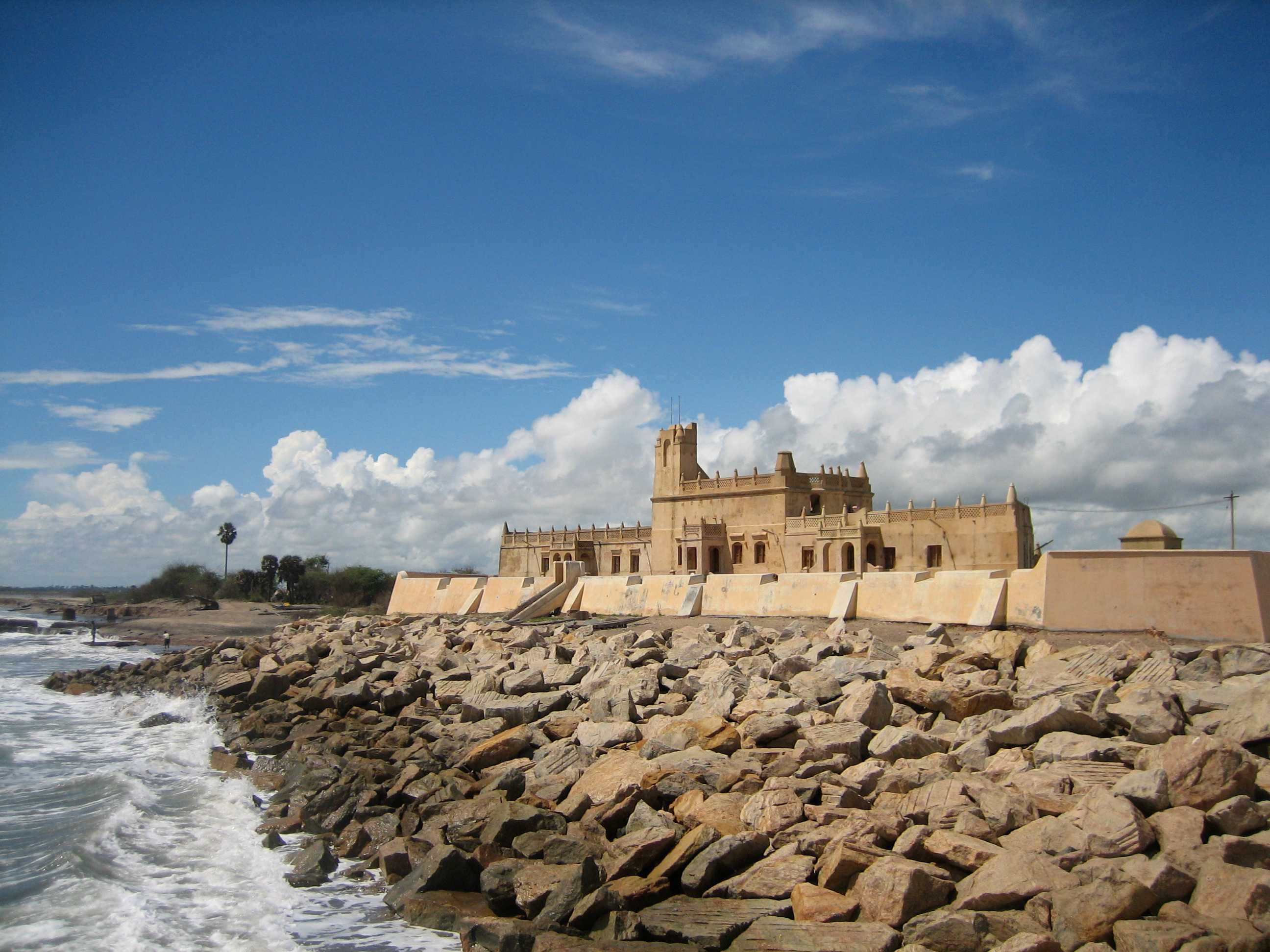
トランケバルのデーンスボー砦。1658年ごろにOve Gjeddeが建設した。

インドにおけるデンマークの入植地

17世紀から19世紀にかけて、デンマークはインド亜大陸の各地に小規模な植民地や貿易拠点を建設した。それらのほとんどは、最終的にインドにおける覇権を握ったイギリスに売却あるいは割譲された。経済的には、こうした植民地は香辛料貿易や、より東方の中国などとの貿易で繁栄した。

### トランケバル（1620年-1845年）
トランケバル（現タランガンバディ）の植民地は、若干の中断をはさみながら200年以上にわたりデンマークの支配下にあったが、1845年にイギリスに売却された。

### フレデリクスナゴル（1755年-1845年）
1755年、デンマークはフレデリクスナゴル（現セランポール）を獲得し、後にこれに現在のAchneやピラプールにあたる地も加えた。この植民地は、イギリス領カルカッタ（現コルカタ）の約25キロメートル (16 mi)北方に位置していた。1818年に建設されたセランポール大学は、現在でも存続している。1845年、この植民地に属するすべての都市はイギリスに売却された。

### ニコバル諸島（1756年-1848年/1868年）
1754年から1868年にかけて、現在のニコバル諸島に「フレデリク諸島」（Frederiksøerne）あるいは「新デンマーク」（Ny Danmark）という名の植民地を建設する試みがなされた。

## 大西洋

### フェロー諸島（1536年/1814年-現在）
フェロー諸島は、1035年以降ノルウェー領であった。しかし1814年のキール条約で、デンマークはグリーンランドとともにフェロー諸島もノルウェーから継承した。1851年、フェロー諸島はデンマーク憲法が施行される正式なデンマーク領となった。

### アイスランド（1536年/1814年-1944年）

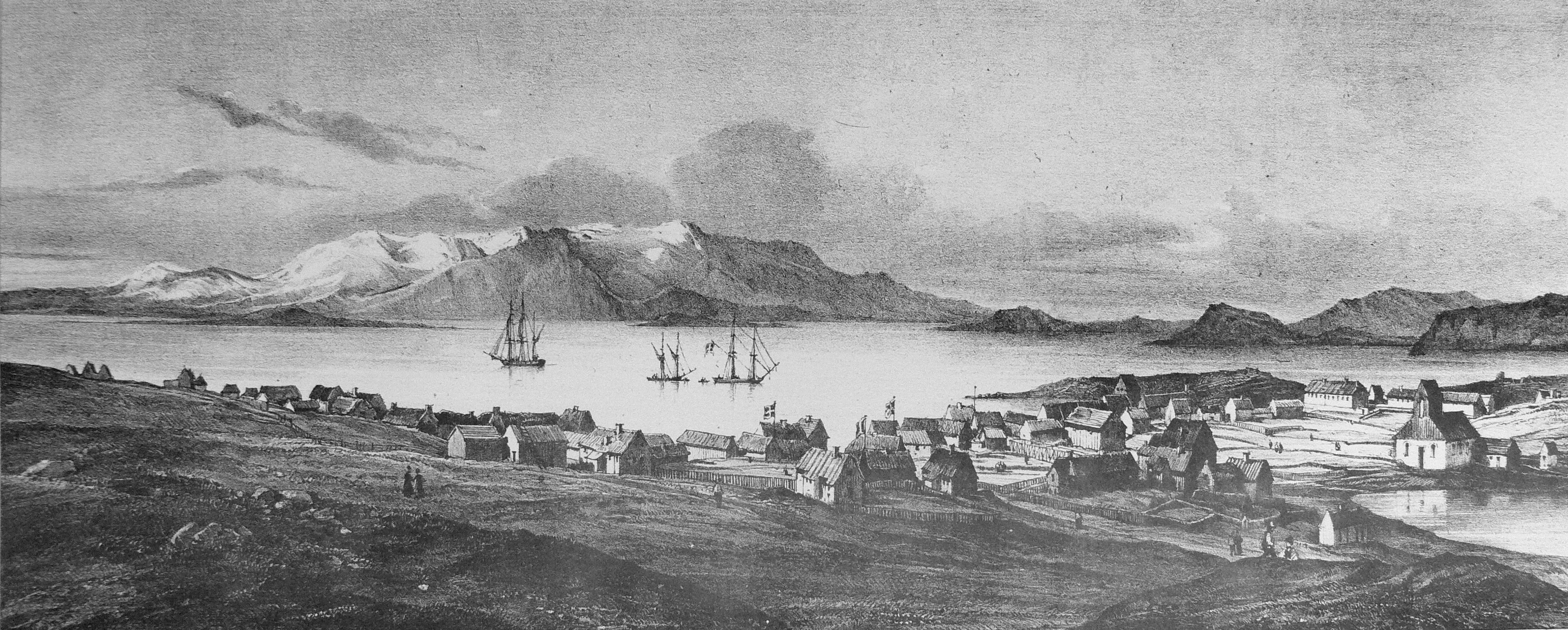
1835年のレイキャビク

アイスランドも、もともとノルウェー領でありながらキール条約でデンマーク領となった土地である。人口増加にともない独立運動が大きくなると、デンマークは1874年に自治法の制定を認め、1904年にさらに自治権を拡大させた。1918年にはアイスランド王国が成立し、デンマーク王の同君連合の下で形式上はデンマーク王国と対等になった。
1940年から1945年にかけて、デンマーク本国はナチス・ドイツの占領下に置かれた。その間にイギリス軍やアメリカ軍の占領を受けたアイスランドは、国民投票を経て1944年6月17日にアイスランド共和国として独立を宣言した。

## ヨーロッパ大陸

### エストニア（1206年-1645年）
13世紀から14世紀にかけて、デンマークは現在のエストニアの一部をエストニア公国（デンマーク語: Hertugdømmet Estland）として支配していた。歴史家たちは、遡及的にデンマーク領エストニアと呼んでいる。

### クールラント司教領（1559年-1585年）
1559年、クールラントおよびウーゼル・ヴィーク司教のヨハンネス5世フォン・ミュンフハウゼンが、自身の領土をデンマーク王フレゼリク2世に3万ターラーで売却した。フレゼリク2世は、この地を弟マグヌスに与えた。マグヌスが1583年に死去すると、ポーランド・リトアニア共和国がクールラント司教領に侵攻したため、フレゼリク2世は継承権を売却した。1645年のブレムセブルー条約で、デンマーク領だったサーレマー島がスウェーデンに割譲された。

## 現代
グリーンランドとフェロー諸島は、現在でもデンマーク領である。グリーンランドは1953年に植民地の地位を脱し、デンマーク王国の構成体の一つとなった。また1979年には自治法が制定され、2009年にはさらに自治が拡大され、民族自決権が認められた。同様にフェロー諸島も1816年に県としてデンマーク王国の構成体となり、1948年に自治領となった。